# 문천군
문천군(文川郡)은 조선민주주의인민공화국 강원도 문천시를 중심으로 있던 군이다.

## 연혁
- 1413년 설치
- 1936년: 군내면과 도초면 남부를 문천면으로 합면, 도초면 북부를 천내면으로 개칭
- 1942년 4월 덕원군이 폐지되면서 부내면·북성면·풍하면·풍상면을 편입, 부내면을 덕원면으로 개칭.
- 1946년 9월 : 강원도에 편입.
- 1952년 12월 : 천내군과 법동군을 분리시킴
- 1961년 : 덕원 지역 원산시에 편입
- 1972년 : 원산시와 천내군으로 분할
- 1976년 : 문천군 복군
- 1991년 : 문천시 승격.